# روش تدریس

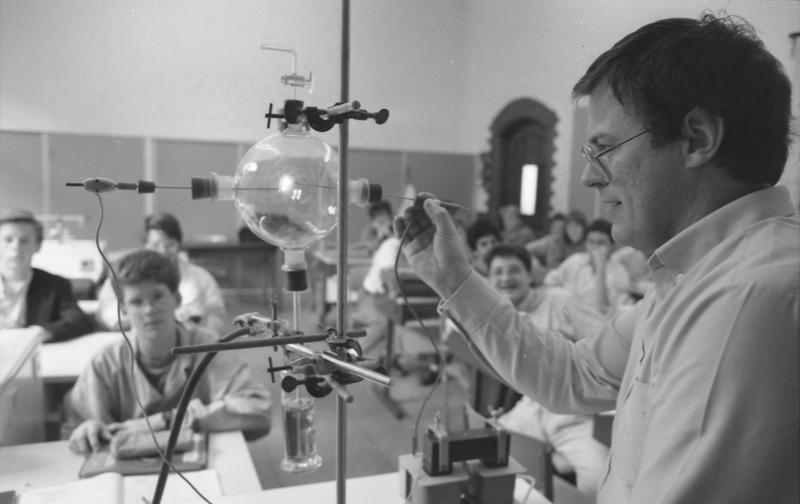
تدریس فعال

روش تدریس (به انگلیسی: Teaching Method) روش سازمان‌دهی شکل یادگیری با هدف برآورده شدن یک هدف آموزشی خاص، یا به جای گذاردن یک اثر یادگیری خاص است. آموزش برنامه‌ای، سخنرانی، و نمایش عملی مثال‌هایی از روش تدریس محسوب می‌شوند.
روش تدریس از نظر مفهومی با «واسطه آموزشی» (وسیله‌ای برای در معرض قرار دادن یک منبع اطلاعات در مقابل دانش آموزان، مانند کتاب درسی، تلویزیون، رایانه یا معلم و دانش آموزان دیگر) تفاوت می‌دارد. در واقع ممکن است از چند روش تدریس مختلف در یک واسطه آموزشی استفاده شود (مانند استفاده از آموزش برنامه‌ای، سخنرانی، یا نمایش عملی در تلویزیون)، یا از یک روش تدریس خاص در چند واسطه آموزشی مختلف استفاده شود (مانند استفاده از آموزش برنامه‌ای در کتاب درسی یا تلویزیون).
روش تدریس، مجموعهٔ فعالیت‌ها و مراحل تجربی است که برای نیل به هدفی معین انجام می‌شود و بهترین روش روشی است که با صرف کمترین مدت و با توجه به امکانات موجود، بیشترین بهره و نتیجه را عاید گرداند. تدریس را سازمان‌دهی یادگیری دانش‌آموزان تعریف کرده و روش تدریس مجموعهٔ فعالیت‌هایی است که با توجه به شرایط و امکانات موجود صورت می‌گیرد تا مساعدترین زمینه را برای پرورش و آموزش مؤثر و مطلوب فراهم سازد.

## تعریف یادگیری
یادگیری چیست؟ در رابطه با چیستی یادگیری، تعاریف مختلفی ارائه شده است. معروف ترین تعریف ها، تعریفی است که به وسیله کیمبل، پیشنهاد شده است:
یادگیری، تغییر نسبتا پایدار در رفتاری که در نتیجه تمرین تقویت شده رخ می دهد.
همچنین یادگیری در تعریف ارنست راپیکِت هیلگارد و مارکویز و جمعی از همکاران و روان شناسان اینگونه تعریف شده است:
یادگیری عبارتست از تغییر نسبتاً پایدار در احساس، تفکر و رفتار فرد که بر اساس تجربه ایجاد شده باشد.
رفتارگرایانی از قبیل جان واتسون و اسکینر سرشت انسان را انعطاف‌پذیر می‌دانستند، و معتقد بودند که در رشد، یادگیری نقش اصلی را ایفا می‌کند، چنانکه آموزش اولیه می‌تواند صرف‌نظر از آن‌چه کودک از استعدادها، تمایلات، علاقه‌ها، توانایی‌ها، نژاد و اجداد به ارث برده، او را به هر نوع بزرگ‌سالی تبدیل کند.
یادگیری به هرنوع تغییر نسبتاً ثابت در رفتار فرد گفته می‌شود که بر اثر تجربه به وجود آمده باشد. این نکته باید مدنظر باشد که تدریس به معنی یادگیری نیست و هر تدریسی لزوماً به یادگیری منجر نمی‌شود.
1. روش‌های زبانی: در این گروه از روش‌ها، تنها معلم یا مدرس فعالیت می‌کند. وی از وسایل و امکانات مختلف موجود استفاده کرده و مطلب مورد نظر را آموزش می‌دهد.[۴]
2. روش‌های فعال: در این گروه از روش‌ها دانش‌آموزان در یادگیری نقش فعالی داشته و به همراه معلم و مدرس، به فعالیت پرداخته و به صورت ملموس با موضوع مورد تدریس ارتباط دارند.[۵]

در تقسیم‌بندی دیگری روش‌های تدریس را به دودسته روش‌های تاریخی و نوین تفکیک می‌کنند. روش‌های تاریخی روش‌هایی هستند که در گذشته دور به کار می‌رفتند و رش‌هایی که متکی بر یافته‌های روان‌شناسی و علوم تربیتی جدید می‌باشند روش‌های نوین هستند.

### انواع روش‌های تاریخی[۶]
1. روش سقراطی
2. نظام مکتبی در ایران

### انواع روش‌های نوین[۶]
1. روش توضیحی
2. روش سخنرانی
3. روش اکتشافی
4. روش حل مسئله
5. روش مباحثه
6. پرسش و پاسخ
7. واحد کار
8. گروه‌های کوچک
9. یادگیری فردی
10. روش آزمایشی
11. روش نمایشی
12. گردش علمی یا فعالیت تجربی خارج از کلاس
13. بازی‌های تربیتی
14. فن تمرین
15. روش برنامه ای